# Novoselivka, Konotop
Novoselivka (în ucraineană Новоселівка) este un sat în comuna Kuzkî din raionul Konotop, regiunea Sumî, Ucraina.

## Demografie
Componența lingvistică a localității Novoselivka
     Ucraineană (100%)
Conform recensământului din 2001, toată populația localității Novoselivka era vorbitoare de ucraineană (100%).